# The High Kings
The High Kings is een Ierse muziekgroep bestaande uit Martin Furey (zoon van Finbar Furey), Finbarr Clancy, Brian Dunphy en Darren Holden. De groep werd gevormd door David Downes die tevens Celtic Woman heeft samengebracht.

## Discografie
- The High Kings (2008)
- The High Kings: Live in Dublin (2008, livealbum)
- Memory Lane (2010)
- Live in Ireland (2011, livealbum)
- Friends for Life (2013)
- Four Friends Live (2015, livealbum)
- Grace & Glory (2016)
- Decade: The Best of the High Kings (2017, verzamelalbum)
- Home from Home (2020. livealbum)
- The Road Not Taken (2023)